# Aenictus asperivalvus
Aenictus asperivalvus é uma espécie de formiga do gênero Aenictus.